# Círculo da Suábia

O Círculo da Suábia no início do século XVI.

O Círculo da Suábia (em alemão:  Schwäbischer Reichskreis) foi um Círculo Imperial do Sacro Império Romano-Germânico estabelecido em 1500 no antigo território alemão do ducado-raiz da Suábia. Entretanto, isso não incluía os territórios dos Habsburgos na Áustria Suaba, os Estados membros da Confederação Helvética e as terras da Região de Alsácia a oeste do Reno, que pertenciam ao Círculo Superior do Reno. A Liga da Suábia de 1488, uma organização do predecessor, dissolvida no decurso da Reforma Protestante mais tarde no século XVI.

## Administração

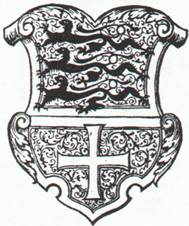
Brasão de Armas do Círculo da Suábia no século XVI, 1737.

Os diretores do círculo da Suábia foram o Bispado de Constança (substituído pela Marca de Baden após de 1803 pelo Reichsdeputationshauptschluss) e pelo Duque de Württemberg; Geralmente, foram realizadas reuniões da dieta do círculo na Cidade Imperial de Ulm. Apesar de estar dividida em uma multiplicidade de Estados, principalmente muito pequenos, o círculo tinha um governo efetivo, que, tendo em conta a expansão para o leste da França e, após 1694 na ainda mantinha o seu próprio exército, com base na fortaleza Kehl.
A partir de 1792, o círculo da Suábia consistia de 88 territórios, dos quais apenas o Ducado de Württemberg, a Marca de Baden e o Bispado de Augsburgo tinham alguma importância. A Reichsdeputationshauptschluss reduziu o número de 41 em 1806 Rheinbundakte para 7 (incluindo os territórios que tinham sido passado à Baviera).

## Composição
O círculo era composto dos seguintes Estados:
| Nome                           | Tipo de entidade                                                                               | Comentários |
| ------------------------------ | ---------------------------------------------------------------------------------------------- | --- |
| Aalen                          | Cidade Imperial                                                                                | Imediatidade imperial (Reichsfreiheit) garantido pelo Imperador Carlos IV de Luxembourgo em 1360. |
| Augsburgo                      | Principado-Bispado                                                                             | Estabelecida no século XI, a partir da residência do século XV no Dillingen. |
| Augsburgo                      | Cidade Imperial                                                                                | Reichsfreiheit garantido por Rodolfo de Habsburgo em 1276. |
| Aulendorf                      | Senhorio                                                                                       | Realizado pelos senhores de Königsegg de cerca de 1350. |
| Baar                           | Senhorio                                                                                       | Território cerda de Rottweil, realizado para os Condes de Fürstenberg desde 1283. |
| Baden                          | Marca                                                                                          | Estabelecido em 1112, particionado nos Estados de Baden-Durlach e Baden-Baden de 1535 e 1771. |
| Baden-Baden Marca              | Subdivisão de Baden de 1535, residência em Rastatt de 1705, passou para Baden-Durlach em 1771. | |
| Baden-Durlach                  | Marca                                                                                          | Subdivisão de Baden de 1535, residência em Karlsruhe de 1715. |
| Baden-Hachberg-Sausenberg      | Marca                                                                                          | Território de Markgräflerland, herdado por Baden em 1503. |
| Baindt                         | Principado-Abadia                                                                              | Obtido por Reichsfreiheit em 1376. |
| Biberach an der Riß            | Cidade Imperial                                                                                | Reichsfreiheit obtido por Rodolfo de Habsburgo em 1281. |
| Bonndorf                       | Senhorio                                                                                       | Adquirido pela Abadia de St. Blaise em 1609 por ganhado pelo Reichsfreiheit. |
| Bopfingen                      | Cidade Imperial                                                                                | Desde 1241. |
| Buchau                         | Principado-Abadia                                                                              | Estabelecido em 819 por Luís, o Piedoso. |
| Buchau                         | Cidade Imperial                                                                                | Desde o século XIII. |
| Buchhorn                       | Cidade Imperial                                                                                | Reichsfreiheit garantido por Rodolfo de Habsburg em 1275. |
| Constança                      | Bispado                                                                                        | Estabelecido em 585, Reichsfreiheit confirmado por Frederico I, Barbarossa em 1155, residência de Meersburg desde 1526. |
| Dinkelsbühl                    | Cidade Imperial                                                                                | Desde 1351. |
| Eberstein                      | Condado                                                                                        | Extinto em 1660, herdado pelo ramo de Württemberg. |
| Eglingen                       | Senhorio                                                                                       | Feito para Thurn und Taxis em 1726. |
| Eglofs                         | Senhorio                                                                                       | Feito para os Condes de Abensberg em 1661. |
| Elchingen                      | Principado-Abadia                                                                              | Estabelecido em 1120, ganhado viaReichsfreiheit em 1485. |
| Ellwangen                      | Principado-Reitoria                                                                            | Estabelecido cem 1460 como sucessor da Imperial Abadia de Ellwangen. |
| Eßlingen                       | Cidade Imperial                                                                                | Desde 1229. |
| Fugger                         | Freiherr                                                                                       | Adquiriu o antigo Condado de Kirchberg e Weissenhorn em 1507, enobrecido por Maximiliano I em 1511, Condado Imperial Hereditário a partir de 1530.                                                                                  |
| Fürstenberg                    | Condado                                                                                        | Vários territórios, estabelecido a partir do legado de Bertoldo V de Zähringen em 1218, Fürstenberg-Baar desde 1441. |
| Fürstenberg-Blumberg           | Condado                                                                                        | Subdividido em 1559, novamente partido em 1614. |
| Fürstenberg-Messkirch          | Condado                                                                                        | Subdivisão de Fürstenberg-Blumberg em 1614, elevado a Principado em 1716, herdado por Fürstenberg-Fürstenberg em 1744. |
| Fürstenberg-Stühlingen         | Condado                                                                                        | Subdivisão de Fürstenberg-Blumberg em 1614, partido novamente entre Fürstenberg-Fürstenberg e Fürstenberg-Weitra em 1704. |
| Fürstenberg-Heiligenberg       | Condado                                                                                        | Subdivisão de 1559, elevado a Principado em 1664, herdado por Fürstenberg-Fürstenberg em 1716. |
| Gengenbach                     | Principado-Abadia                                                                              | Estabelecido em 730 por Saint Pirmin, garantido ao Principado Episcopal de Bamberg por Henrique II em 1007. |
| Gengenbach                     | Cidade Imperial                                                                                | Since 1360. |
| Giengen an der Brenz           | Cidade Imperial                                                                                | Desde 1391. |
| Gundelfingen                   | Senhorio                                                                                       | Adquirido por Baden em 1507. |
| Gutenzell                      | Principado-Abadia                                                                              | Estabelecido em 1237, Reichsfreiheit garantido pelo Imperador Segismundo em 1437. |
| Hausen                         | Senhorio                                                                                       | Território perto do Castelo de Hausen perto a Beuron, adquirido por Fugger em 1682, para Castell em 1735. |
| Heggbach                       | Principado-Abadia                                                                              | Estabelecido em 1231, ganhado pelo Reichsfreiheit em 1428. |
| Heilbronn                      | Cidade Imperial                                                                                | Reichsfreiheit concedido por Carlos IV em 1371. |
| Heiligenberg                   | Condado                                                                                        | Feito para os Condes de Fürstenberg em 1535. |
| Hohenems                       | Condado                                                                                        | Reichsfreiheit garantido por Fernando I em 1560, adquirido pelos Habsburgos em 1765. |
| Hohengeroldseck                | Condado                                                                                        | 948 - 1636 Então Conde Palatino, Feito novamente para a Casa de Leyen em 1807, Condes Imperiais em 1711, Principado de Leyen em 1806.                                                                                               |
| Hohenhöwen                     | Senhorio                                                                                       | Estabelecido em 1415, com Stühlingen adquirido por Pappenheim em 1582, para Fürstenberg-Stühlingen em 1639. |
| Hohenzollern                   | Condado                                                                                        | Condado de Zollern estabelecido no século XI, dividodo em 1576. |
| Hohenzollern-Hechingen         | Condado                                                                                        | Subdivisão de Hohenzollern em 1576, elevado a Principado em 1623. |
| Hohenzollern-Haigerloch        | Condado                                                                                        | Antido Senhorio de Haigerloch, subdivisão de Hohenzollern em 1576, herdado pela Casa de Hohenzollen-Sigmaringen em 1767. |
| Hohenzollern-Sigmaringen       | Condado                                                                                        | Subdivisão de Hohenzollern em 1576, elevado a Principado em 1623. |
| Irsee                          | Principado-Abadia                                                                              | Estabelecido em 1186, obtido pelo Reichsfreiheit em 1694. |
| Isny                           | Cidade Imperial                                                                                | Em 1365. |
| Justingen                      | Senhorio                                                                                       | Território em torno do Castelo de Justingen próximo a Schelklingen, adquirido por Württemberg em 1751. |
| Kaisheim                       | Principado-Abadia                                                                              | Estabelecido em1133, Abadia Imperial desde 1346. |
| Kaufbeuren                     | Cidade Imperial                                                                                | Reichsfreiheit garantido por Rodolfo de Habsburgo em 1286. |
| Kempten                        | Principado-Abadia                                                                              | Estabelecido em 752, Reichsfreiheit garantido por Henrique IV em 1062. |
| Kempten                        | Cidade Imperial                                                                                | Reichsfreiheit garantido por Rodolfo de Habsburgo em 1289. |
| Kinzigtal                      | Senhorio                                                                                       | Território em torno de Wolfach, feito para Fürstenberg em 1291. |
| Klettgau                       | Condado                                                                                        | Feito pelos Condes de Sulz em 1410, adquirido pela Casa de Schwarzenberg em 1698. |
| Königsegg                      | Senhorio                                                                                       | Território em torno de Guggenhausen, adquirido pelos Condado Imperial de Rothenfels em 1565, Freiherren desde, dividido em 1622. |
| Königsegg-Aulendorf            | Senhorio                                                                                       | Subdivisão de Königsegg em 1622, Condado Imperial desde 1629. |
| Königsegg-Rothenfels           | Senhorio                                                                                       | Subdivisão de Königsegg em 1622, Condado Imperial em 1629. |
| Leutkirch                      | Cidade Imperial                                                                                | Reichsfreiheit garantido por Adolfo I de Nassau em 1293. |
| Liechtenstein                  | Principado                                                                                     | Antigo condado de Vaduz e senhorio de Schellenberg, adquirida pela conta de Sulz e Klettgau em 1510, venderam para Hohenems em 1613, finalmente para a família principesca de Liechtenstein, em 1699 (Schellenberg) e 1712 (Vaduz). |
| Lindau                         | Principado-Abadia                                                                              | Estabelecido em 822, ganhado por meio de Reichsfreiheit em 1466. |
| Lindau                         | Cidade Imperial                                                                                | Reichsfreiheit garantido por Rodolfo de Habsburgo em 1275. |
| Mainau                         | Comendaria                                                                                     | Um agrupamento administrativo de terras realizado pela Ordem Teutônica, desde 1272. |
| Marchtal                       | Principado-Abadia                                                                              | Estabelecido em 776, ganhado via Reichsfreiheit em 1500. |
| Memmingen                      | Cidade Imperial                                                                                | Reichsfreiheit garantido por Rodolfo de Habsburgo em 1286. |
| Meßkirch                       | Senhorio                                                                                       | Detidos pelos Condes de Zimmern desde 1354, passou para a Casa de Helfenstein em 1594, Fürstenberg-Messkirch de 1627. |
| Mindelheim                     | Senhorio                                                                                       | Feito para a Casa de Frundsberg em 1467, passou para o Ducado da Baviera, em 1586, feito para John Churchill, 1.° Duque de Marlborough, como príncipe de Mindelheim de 1705 a 1714.                                                 |
| Neresheim                      | Principado-Abadia                                                                              | Estabelecido em 1095, Reichsfreiheit contestado pela Casa de Oettingen-Wallerstein, confirmado por Reichskammergericht em 1764. |
| Nördlingen                     | Cidade Imperial                                                                                | Reichsfreiheit garantido por Frederico II de Hohenstaufen em 1215. |
| Ochsenhausen                   | Principado-Abadia                                                                              | Estabelecido em 1090, obtido via Reichsfreiheit em 1495. |
| Oettingen                      | Condado                                                                                        | Dividido em 1522. |
| Oettingen-Oettingen            | Condado                                                                                        | Subdivisão de Oettingen em 1522, elevado a Principado em 1674, extinto em 1731. |
| Oettingen-Wallerstein          | Condado                                                                                        | Subdivisão de Oettingen em 1522, elevado a Principado em 1774. |
| Oettingen-Spielberg            | Condado                                                                                        | Subdivisão de Oettingen-Wallerberg eom 1623, elevado a Principado em 1734. |
| Offenburg                      | Cidade Imperial                                                                                | Reichsfreiheit garantido por Frederico II de Hohenstaufen em 1240. |
| Petershausen                   | Principado-Abadia                                                                              | Estabelecido em 983 pelo santo Gebardo de Constança, Reichsfreiheit garantido por Frederico II de Hohenstaufen. |
| Pfullendorf                    | Cidade Imperial                                                                                | Reichsfreiheit garantido por Frederico II de Hohenstaufen em 1220. |
| Ravensburg                     | Cidade Imperial                                                                                | Reichsfreiheit garantido por Rodolfo de Habsburgo em 1278. |
| Reutlingen                     | Cidade Imperial                                                                                | |
| Roggenburg                     | Principado-Abadia                                                                              | Estabelecida em 1126, ganhado via Reichsfreiheit em 1482. |
| Rot an der Rot                 | Principado-Abadia                                                                              | Estabelecida em 1126, ganho Reichsfreiheit em 1376. |
| Königsegg-RothenfelsRothenfels | Condado                                                                                        | Território em torno de Immenstadt governada pelos Condes de Montfort em 1332, adquirida por Königsegg em 1565. |
| Rottenmünster                  | Principado-Abadia                                                                              | Estabelecido em 1224, Reichsfreiheit concedido por Frederico II de Hohenstaufen, em 1237. |
| Rottweil                       | Cidade Imperial                                                                                | Reichsfreiheit obtida por Sigismundo de Luxemburgo em 1434, associado a Confederação Helvética em 1519–1689. |
| Salem                          | Principado-Abadia                                                                              | Estabelecida cerca de 1134, Reichsfreiheit obtida por Conrado III de Hohenstaufen em 1142. |
| Schussenried                   | Principado-Abadia                                                                              | Estabelecida por Abadia de Rot an der Rot em 1183, obtida via Reichsfreiheit em 1440. |
| Schwäbisch Gmünd               | Cidade Imperial                                                                                | Desde 1250. |
| Schwäbisch Hall                | Cidade Imperial                                                                                | Desde 1280. |
| Sickingen                      | Senhorio                                                                                       | Território de Kraichgau, do Cavaleiro Imperial Franz von Sickingen, Freiherren em 1606, Condado Imperial em 1790. |
| Söflingen                      | Principado-Abadia                                                                              | Fundada em 1258 pelos Condes de Dillingen, ganhou via Reichsfreiheit contrato de Ulm em 1773. |
| St. George                     | Principado-Abadia                                                                              | Estabelecido em 1096, obtido via Reichsfreiheit em 1781. |
| Stadion                        | Condado                                                                                        | Atingido Reichfreiheit em 1705 com a compra do Senhorio de Thannhausen (não confundir com Tannhausen), dividido em Stadion-Thannhausen e Stadion-Warthausen em 1741.                                                                |
| Staufen                        | Senhorio                                                                                       | Feito para Freiherren von Staufen (não relacionado com a Casa de Hohenstaufen), extinto em 1602, então parte da Áustria Anterior, adquirida pela Abadia de St. Blaise em 1738.                                                      |
| Stühlingen                     | Condado                                                                                        | id="1003" Feito para os condes de Lupfen em 1251, extinto em 1582, adquirida pelo Pappenheim, de Fürstenberg-Stühlingen em 1639. |
| Teck                           | Ducado                                                                                         | Antigo Ramo da Casa de Zähringen, extinto em 1439, o título ducal concedidos ao Everardo I de Württemberg por Maximiliano I em 1495.                                                                                                |
| Tettnang                       | Senhorio                                                                                       | Dos Condes de Monfort, vai para a Áustria Anterior em 1780. |
| Thannhausen                    | Senhorio                                                                                       | Reichsfrei território cerca de Tannhausen (não confundir com Thannhausen). |
| Thengen                        | Condado                                                                                        | Pequeno condado de Mainau comemdaria da Ordem Teutônica desde 1488, assumiu do condado da Áustria Anterior em 1522 e governado pelos Príncipes de Auersperg desde 1663.                                                             |
| Überlingen                     | Cidade Imperial                                                                                | Reichsfreiheit confirmado em 1400. |
| Ulm                            | Cidade Imperial                                                                                | Obtido via Reichsfreiheit no século XII. |
| Ursberg                        | Principado-Abadia                                                                              | Estabelecido em 1128, ganho via Reichsfreiheit em 1143. |
| Waldburg-Sonnenburg            | Archstewardship                                                                                | Território ao redor de Nüziders, Senhorio de Truchsess de Waldburg desde 1455, Reichsfreiheit concedido por Frederico III de Habsburgo em 1463, ramo extinto em 1511.                                                               |
| Waldburg-Trauchburg            | Archstewardship                                                                                | Território ao redor do Castelo de Trauchburg governada por Isny, governado por Waldburg desde 1306, Condado Imperial de 1628, extinto em 1772.                                                                                      |
| Waldburg-Scheer                | Archstewardship                                                                                | Antigo Condado de Friedberg perto do Castelo de Scheer, governado por Waldburg-Sonnenburg desde 1454, herdado por Waldburg-Trauchburg em 1511, para Thurn und Taxis em 1785.                                                        |
| Waldburg-Wolfegg-Zeil          | Archstewardship                                                                                | Território em torno do Castelo de Zeil perto de Leutkirch, feito para Wolfegg em 1337, adquiriu Wolfegg e Waldsee de Waldburg-Trauchburg em 1508, particionado em 1589.                                                             |
| Waldburg-Wolfegg               | Archstewardship                                                                                | Subdivisão de Waldburg-Wolfegg-Zeil de 1589, Condado de Imperial de 1628, novamente particionado em 1667, extinta em 1798. |
| Waldburg-Waldsee               | Archstewardship                                                                                | Subdivisão de Waldburg Wolfegg de 1667, herdado Waldburg Wolfegg em 1798, e elevado a principado em 1803.. |
| Waldburg-Zeil                  | Archstewardship                                                                                | Subdivisão de Waldburg-Wolfegg-Zeil de 1589, Condado de Imperial de 1628, dividida novamente em 1674, herdado de Waldburg-Trauchburg em 1772, elevado a Principado em 1803.                                                         |
| Waldburg-Wurzach               | Archstewardship                                                                                | Subdivisão de Waldburg-Zeil de 1674, elevado a principado em 1803. |
| Wangen                         | Cidade Imperial                                                                                | Reichsfreiheit obtida por Rodolfo de Habsburgo em 1286. |
| Weil                           | Cidade Imperial                                                                                | Desde 1275. |
| Weingarten                     | Principado-Abadia                                                                              | Estabelecida em 1056 pelo Duque Guelfo I da Baviera, obtida pelo Reichsfreiheit em 1274. |
| Weissenau                      | Principado-Abadia                                                                              | Estabelecido em 1145, ganhado via Reichsfreiheit em 1257. |
| Wettenhausen                   | Principado-Reitoria                                                                            | Estabelecida em 1130. |
| Wiesensteig                    | Senhorio                                                                                       | Governado peça Casa de Helfenstein, dividida entre Fürstenberg e o Duque da Baviera em 1627. |
| Wimpfen                        | Cidade Imperial                                                                                | Desde 1300. |
| Württemberg                    | Ducado                                                                                         | Condado de Wirtemberg estabelecido no século XII, elevado a ducado em 1495 por Maximiliano I. |
| Zell am Harmersbach            | Cidade Imperial                                                                                | Desde o século XIV. |
| Zwiefalten                     | Principado-Abadia                                                                              | Estabelecido em 1089, ganhado via Reichsfreiheit de Württemberg em 1750. |